# Gustave Cunéo d'Ornano
Gustave Léon Eugène Cunéo d'Ornano (Roma, 15 novembre 1845 – Parigi, 17 maggio 1906) è stato un politico, avvocato, nobile e bonapartista francese.

## Biografia

### I primi anni
Gustave Cunéo d'Ornano nacque il 15 novembre 1845 a Roma. Suo nonno Philippe Antoine d'Ornano era stato maresciallo, compagno d'arme e cugino di Napoleone e l'intera sua famiglia rimase legata fortemente ai Bonaparte. I suoi genitori furono François Joseph Antoine Cunéo d'Ornano (1798–1863), ex ufficiale e consigliere di prefettura, e Adélaïde Françoise Dyonnet.
Il giovane Gustasve frequentò il Collège Stanislas de Paris, diretto dai marianisti, assieme al pretendente realista ed a Fernand de Ramel. Si laureò in seguito in legge a Parigi.
Durante il secondo impero fu prefetto del dipartimento della Senna. Durante l'assedio di Parigi fu tenente di un battaglione della Garde Mobile e successivamente si adoperò con le forze armate per la soppressione della Comune di Parigi.

### La carriera come giornalista

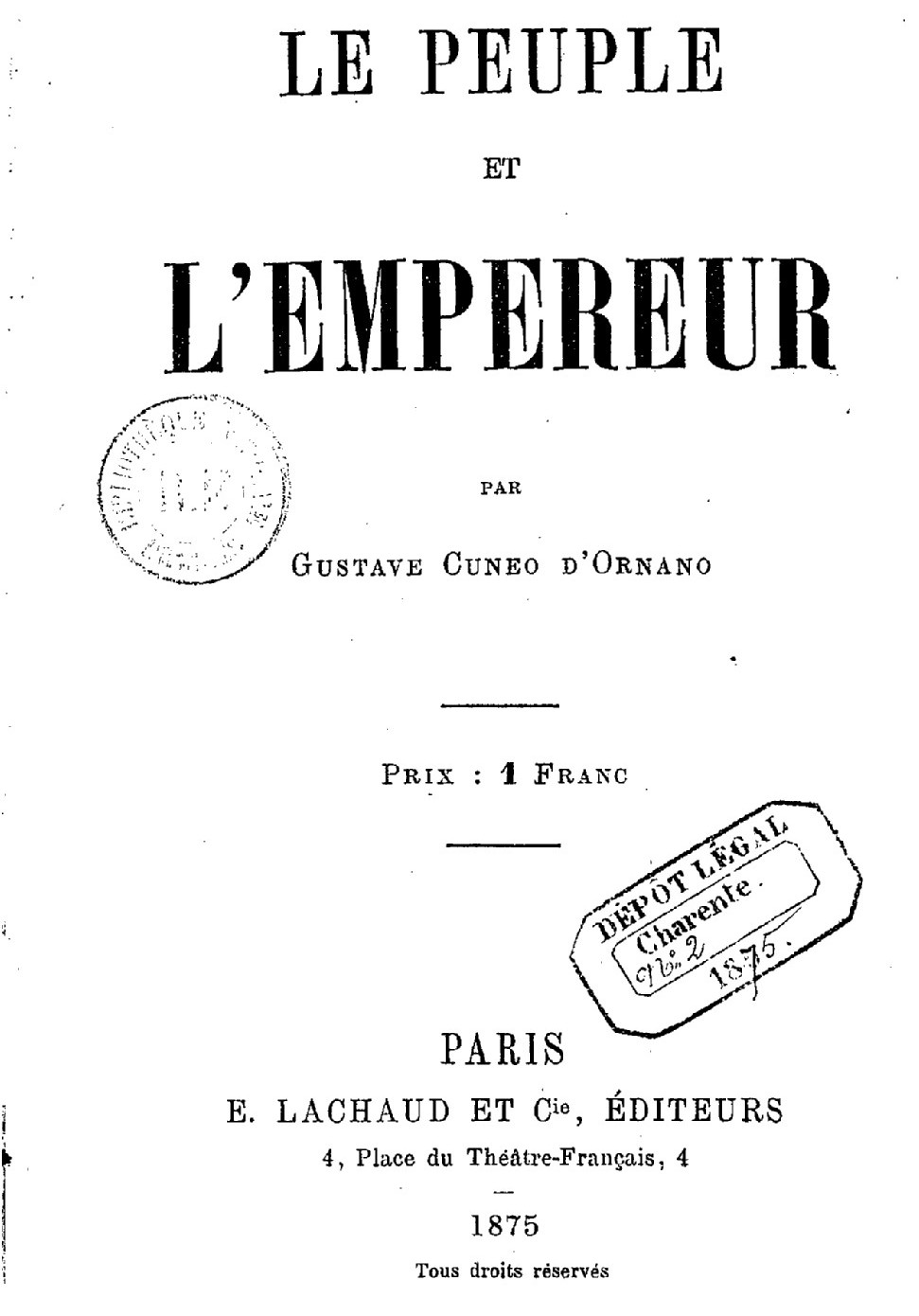
Copertina de Le peuple et l'empereur Cunéo (1875)

Nel 1872 Cuneo d'Ornano divenne uno degli editori del Courrier de France. Dal 1873 al 1874 scrisse anche per Charentais nell'Angoulême. Dopo aver scritto per La Presse per un breve periodo, tornò al Charentaise e fondò un giornale bonapartista, il Suffrage universel des Charentes, attraverso il quale pubblicò spesso articoli molto polemici.
Nel 1876, a Bassac, sposò Marie-Léontine-Claire-Sara Plantevigne-Dubosquet. La coppia ebbe un figlio che venne tenuto a battesimo dal principe Vittorio Bonaparte.

### L'attività politica
Gustasve Cunéo d'Ornano era noto per avere una personalità combattiva e notevoli doti discorsive e da giornalista. Non era tanto interessato ad un vero e proprio ritorno dell'impero dopo il crollo di questo nel 1871, ma piuttosto al fatto che fosse il popolo a rimodellare la repubblica francese andando a ricreare il Consolato francese del 1799-1804, a suffragio universale e con un presidente eletto. Fu uno degli oppositori più strenui del sistema parlamentare della terza repubblica francese. Pur non essendo nato in Francia e pur definendosi un intellettuale conservatore e bonapartista, seppe guadagnarsi la stima della popolazione del Charente e venne per questo eletto deputato per il distretto di Cognac nel 1876, elezioni che gli vennero invalidate il 5 aprile 1876 a causa dei suoi attacchi diffamatori contro la costituzione.
Venne rieletto il 21 maggio 1876 e decise quindi di sedere tra le file del gruppo parlamentare Appel au peuple. Nel 1876, come risultato per un suo articolo pubblicato su Le Suffrage universel, Cunéo d'Ornano venne sfidato a duello da André Duclaud, deputato repubblicano del Charente.
Cunéo d'Ornano sostenne inoltre la crisi del 16 maggio 1877 e la politica del governo Broglie-Fourtou.
Candidato nuovamente alla camera il 14 ottobre 1877, disse pubblicamente che "la repubblica ed i repubblicani sono un pasto che nemmeno i cani mangerebbero". Alla camera continuò le sue azioni di opposizione ed interruzione dei dibattiti di altri politici, venendo spesso richiamato all'ordine. Votò contro l'elezione di Jules Grévy al ruolo di presidente di Francia, contro la legge per la libertà di stampa, e richiese più e più volte un appel au peuple (referendum) sulla repubblica.
L'8 dicembre 1878 attaccò la persecuzione de La Jeune Garde da parte del governo, dicendo che "qui non vi è più libertà per tutti".
Cunéo d'Ornano venne rieletto alla camera il 21 agosto 1881 con 8621 voti contro 8132 del suo avversario repubblicano. Alla camera votò contro l'abrogazione del concordato del 1801, contro la fiducia al gabinetto di Jules Ferry e contro i crediti a Tonkino.
Il 24 maggio 1881 parò in un dibattito sul trattato di Bardo che ristabilì il protettorato francese sulla Tunisia ed accusò il governo francese di aver combattuto una guerra senza l'autorizzazione del parlamento, in palese violazione dell'art. 9 della costituzione francese e di aver di fatti annesso il paese.
Nel febbraio del 1883 Cunéo d'Ornano combatté la proposta avanzata da Charles Floquet di esiliare i membri delle ex case regnanti dal territorio francese e si appellò contro l'arresto del principe Girolamo Napoleone. In quello stesso anno tentò senza successo di far passare un emendamento alla costituzione che ammetteva i plebisciti.
Venne rieletto alla camera il 4 ottobre 1885 per il Charente nelle liste dei conservatori. Sul finire della sua legislatura, chiese a più riprese una revisione della costituzione, votando contro la persecuzione di tre membri della Ligue des Patriotes, contro la bozza della legge Lisbonne per la restrizione della libertà di stampa e contro la persecuzione del generale Georges Ernest Boulanger.

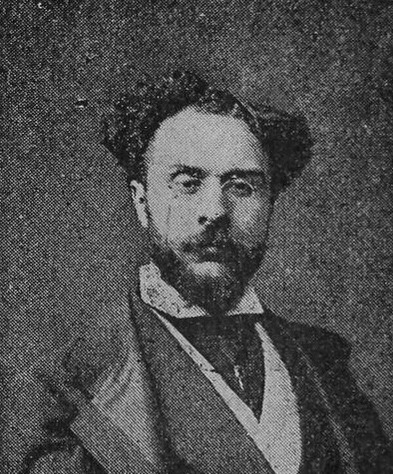
Cunéo d'Ornano in una fotografia apparsa su Nos Députés (1894)

All'epoca delle votazioni del 22 settembre 1889 Cuneo d'Ornano era ormai divenuto meno estremista nei suoi contenuti politici e disse pubblicamente di non essere più interessato a rovesciare la repubblica, ma di affidarsi ancor più fermamente al plebiscito. Risultò rieletto con 8811 voti contro 7705 del suo avversario repubblicano e sedette nuovamente coi partigiani dell'Appel au peuple. Si batté in questo frangente per la libertà di commercio e produzione delle distillerie di alcool e si oppose ad una sovrattassa per l'alcool nonché per il controllo della sua vendita da parte dello stato. Venne rieletto il 20 agosto 1893.
Dopo la pubblicazione del J'accuse di Émile Zola il 13 gennaio 1898 che attaccava gli antisemiti nell'affare Dreyfus, Cunéo d'Ornano fu uno dei principali capi del nazionalismo francese a sottoscrivere un manifesto apparso per le vie di Parigi che incitava il popolo alla rivolta contro il sindacato ebreo che minacciava a sua detta la stabilità dello stato. Venne rieletto alla camera l'8 maggio 1898, il 27 aprile 1902 e un'ultima volta il 6 maggio 1906.
Gustave Cunéo d'Ornano morì d'infarto a Parigi il 17 maggio 1906 prima di poter prendere posto nella nuova legistlatura.

## Pubblicazioni
Cunéo d'Ornano tenne e pubblicò diversi discorsi, opere e riflessioni durante il periodo nel quale fu deputato alla camera francese:
- Gustave Cunéo d'Ornano, Le peuple et l'empereur, Paris, E. Lachaud et Cie, 1875,  p. 65.
- Gustave Cunéo d'Ornano, Réponse au gérant du "Charentais", Angoulême, chez tous les libraires, 1875,  p. 24.
- Gustave Cunéo d'Ornano, Le Prince Napoléon et ses doctrines, Paris, V. Daireaux, 24 luglio 1879,  p. 47.
- Gustave Cunéo d'Ornano, Un grand magistrat M. de Royer, Paris, Imprimerie Tolmer & cie, 1880,  p. 69.
- Gustave Cunéo d'Ornano, La Politique des principes, Angoulême, bureaux du "Suffrage universel", 12 febbraio 1882,  p. 30.
- Gustave Cunéo d'Ornano, L'Appel au peuple, Paris, chez tous les libraires, 7 gennaio 1883,  p. 30.
- Gustave Cunéo d'Ornano e Charles-Philippe Flament, Les Associations religieuses et le fisc, Paris, Dentu, 1890,  p. 57.
- Gustave Cunéo d'Ornano, La République de Napoléon, Paris, P. Ollendorff, 1894,  p. 636.
- Gustave Cunéo d'Ornano, Gambetta plébiscitaire, in Nouvelle Revue, Paris, L. Sauvaitre, 15 febbraio 1895,  p. 24.
- Gustave Cunéo d'Ornano, Napoléon, l'homme, sa république, paix sociale, 1900.